# Stazione di Pietrapaola
La stazione di Pietrapaola è stata una stazione ferroviaria a servizio del comune di Pietrapaola (pur essendo locata a Marina di Pietrapaola).
La stazione era dotata di un binario.

## Storia
La stazione venne attivata probabilmente tra 1866 e il 1875 (anni di attivazione del lotto Rossano-Cariati), ma in seguito a un taglio dei costi di mantenimento della ferrovia Jonica venne soppressa nel dicembre 2010 insieme alle stazioni di Saline Joniche OGR e San Sostene.
Attualmente la stazione ospita una pizzeria.